# Нейтральный монизм

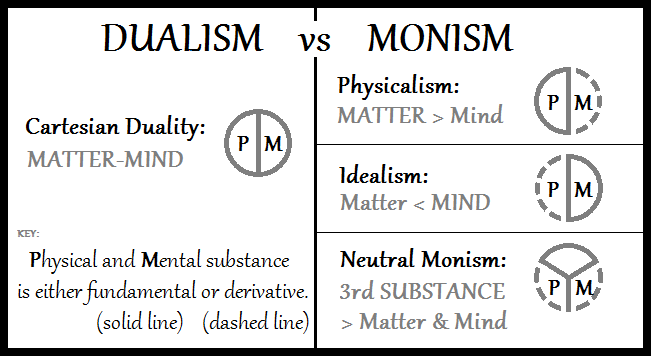
Диаграмма, сравнивающая картезианский дуализм, физикализм, идеализм и нейтральный монизм

Нейтральный монизм — метафизическое воззрение, согласно которому психическое и физическое являются двумя способами организации или описания тех же самых элементов, которые сами по себе являются «нейтральными», то есть не носят ни физического, ни психического характера. Эта точка зрения отрицает, что психическое и физическое — две принципиально разные вещи. Скорее всего, с точки зрения нейтрального монизма, Вселенная состоит только из одного вида субстанции — в виде нейтральных элементов, которые сами по себе не являются ни психическими, ни физическими. Эти нейтральные элементы, возможно, имеют свойства цвета и формы, так же, как и мы воспринимаем эти свойства. Но эти оформленные и наделённые цветом элементы не существуют в уме (рассматривается как существующая реальность, будь она дуалистической или физической); они существуют сами по себе.
Нейтральный монизм представляет собой одну из разновидностей двухаспектной теории. В соответствии с нейтральным монизмом, всё сущее состоит из одного вида (отсюда и монизм) первичного вещества, которое само по себе не является ни психическим, ни физическим, но способно проявлять различные психические и физические аспекты или атрибуты, которые являются двумя сторонами одной и той же базовой реальности в одной субстанции.
Виднейшими представителями нейтрального монизма являются  Уильям Джеймс и Бертран Рассел.
Хотя нейтральный монизм является всеобъемлющей доктриной, в которой рассматриваются все аспекты реальности, он часто понимается в узком смысле — как попытка решения проблемы «сознание-тело».
Двухаспектная теория часто сравнивается с корпускулярно-волновым дуализмом в квантовой физике. Хотя квантовые сущности (к примеру, фотоны или электроны) на квантовом уровне не являются  ни частицами, ни волнами, при регистрации их причинных эффектов с помощью  научных инструментов они во всех случаях ведут себя либо как частицы, либо как волны, и никогда – как частицы и волны одновременно. Точно так же сознание субъекта, за которым он  наблюдает, проявляется как феноменальные переживания, а когда на мозг этого субъекта смотрит сторонний наблюдатель, он  видит только электрохимическую активность и нейронные  структуры. Поскольку ни один наблюдатель не имеет возможности наблюдать за сознанием одновременно и своими глазами, и со стороны, ни одну из этих точек зрения не следует считать более фундаментальной. В современных научных исследованиях сознания получила широкую известность созданная британским психологом Максом Велмансом версия нейтрального монизма, известная как рефлексивный монизм.